# Paul Galiay

a Compétitions nationales et continentales officielles uniquement.

Paul Galiay est un joueur français de rugby à XV, né le 21 janvier 1889 à Tarbes et décédé le 31 décembre 1957 dans la même ville, de 1,71 m pour 75 kg, ayant occupé le poste de troisième ligne aile avant-guerre, puis centre après-guerre, au Stadoceste tarbais dont il fut le capitaine à compter de la saison 1919-1920.
Il était fonctionnaire des postes.

## Palmarès
- Champion de France en 1920
- Coupe de l'Espérance en 1919
- Vice-champion de France en 1914
- Champion d'Armagnac-Bigorre en 1911, 1912, 1913 et 1920
- Champion des Pyrénées en 1910 (grâce à un drop personnel)